# ラス・キャンズラー
ラッセル・マイケル・キャンズラー（Russell Michael "Russ" Canzler , 1986年4月11日 - ）は、アメリカ合衆国ペンシルベニア州出身のプロ野球選手（内野手）。
本職は一塁手だが、マイナーでは三塁手、左翼手、右翼手としても出場している。

## 経歴

### プロ入りとマイナー時代
2004年のMLBドラフト30巡目（全体906位）でシカゴ・カブスから指名され、6月12日に入団。
2009年シーズンまでカブス傘下のマイナーリーグでプレーし、AA級まで昇格した。11月6日にFAとなった。

### レイズ時代
2010年1月31日にタンパベイ・レイズとマイナー契約を結んだ。
2011年は主にAAA級ダーラムでプレー。ダーラムでは、リーグトップの40二塁打を記録するなど、打率.312、12本塁打、79打点、OPS.930の活躍でインターナショナルリーグのMVPを受賞した。9月15日のボストン・レッドソックス戦でメジャーデビュー。9月22日のニューヨーク・ヤンキース戦で、アーロン・ラフィーからメジャー初安打を放った。2011年終了時点でのマイナー通算成績は、738試合で打率.280、84本塁打、405打点、OPS.820。

### インディアンス時代
2012年1月31日に金銭トレードでクリーブランド・インディアンスへ移籍した。

### オリオールズ傘下時代
2012年12月21日にウェーバーでトロント・ブルージェイズへ移籍した。
2013年1月2日にウェーバーでインディアンスへ復帰したが、1月4日に再びウェーバーでニューヨーク・ヤンキースへ移籍した。しかし、2月1日にヤンキースがトラビス・ハフナーと契約した際にDFAとなり、2月5日にウェーバーでボルチモア・オリオールズへ移籍した。

### パイレーツ傘下時代
2013年7月12日にティム・オルダーソンとのトレードでピッツバーグ・パイレーツへ移籍。8月27日にDFAとなった。11月5日にFAとなった。

### ヤンキース傘下時代
2013年12月2日にマイナー契約でヤンキースに復帰。
2014年1月29日に球団が発表した。6月21日に、解雇された。

### フィリーズ傘下時代
2014年6月24日に、フィラデルフィア・フィリーズとマイナー契約を結んだ。傘下AAAリーハイバレー・アイアンピッグスへ異動した。

## 詳細情報

### 年度別打撃成績
| 年 度    | 球 団    | 試 合 | 打 席 | 打 数 | 得 点 | 安 打 | 二 塁 打 | 三 塁 打 | 本 塁 打 | 塁 打 | 打 点 | 盗 塁 | 盗 塁 死 | 犠 打 | 犠 飛 | 四 球 | 敬 遠 | 死 球 | 三 振 | 併 殺 打 | 打 率 | 出 塁 率 | 長 打 率 | O P S |
| -------- | -------- | ----- | ----- | ----- | ----- | ----- | -------- | -------- | -------- | ----- | ----- | ----- | -------- | ----- | ----- | ----- | ----- | ----- | ----- | -------- | ----- | -------- | -------- | ----- |
| 2011     | TB       | 3     | 5     | 3     | 0     | 1     | 0        | 0        | 0        | 1     | 1     | 0     | 0        | 0     | 1     | 1     | 0     | 0     | 1     | 0        | .333  | .400     | .333     | .733  |
| 2012     | CLE      | 26    | 97    | 93    | 9     | 25    | 3        | 0        | 3        | 37    | 11    | 0     | 0        | 0     | 0     | 4     | 1     | 0     | 22    | 0        | .269  | .299     | .398     | .697  |
| MLB：2年 | MLB：2年 | 29    | 102   | 96    | 9     | 26    | 3        | 0        | 3        | 38    | 12    | 0     | 0        | 0     | 1     | 5     | 1     | 0     | 23    | 0        | .271  | .304     | .396     | .700  |

### 背番号
- 45 （2011年）
- 4 （2012年）